# Горкін Мусій Якович
Горкін Мусій Якович (нар. 29 березня (11 квітня) 1906, Харків, УРСР — пом. 14 березня 1973, Київ, УРСР) — фахівець у галузі фізіології, доктор медичних наук (1954).

## Біографія
Мусій Горкін народився 29 березня (11 квітня) 1906 року у місті Харків, УРСР.
1934 року він завершив навчання у Харківському медичному інституті.
З 1938 по 1941 працював у Київському інституті фізичної культури.
Він був учасником Другої Світової війни.
З 1944-1973 працював завідувачем кафедри фізіології при Київському інституті фізичної культури.
Він помер 14 березня 1973 у місті Київ.

## Творчий доробок
Мусій Горкін досліджував взаємозв'язок впливу значних фізичних навантажень на організм спортсменів, а також процеси розвитку втоми та відновлення організму.
Ним було обгрунтувано вплив розминки на продуктивність тренування та участі в змаганнях.
Він є автором низки праць, серед яких монографії та статі:
- Горкин М. Я., Качоровская О. В., Евгеньева Л. Я. Большие нагрузки в спорте. — Киев: Здоров'я, 1973. — 184 с.

- Вопросы физического воспитания и спорта: материалы республиканской научной конференции молодых ученых / ред. С. К. Фомин, И. В. Вржесневский, М. Н. Горкин, Л. В. Волков ; КГИФК, Научно-метод. совет Союза спортивных обществ и организаций УССР. — Киев, 1967. — 236 с.

- Горкін М. Я., Качоровська О. В. Значення фізкультури в запобіганні захворювання. — Київ: Держмедвидав, 1953. — 48 с.

- Горкін М. Я. Розминка в спорті. — Київ: Держмедвидав, 1958. — 32 с.